# Керування ризиком
Керування ризиком — процес прийняття рішень і здійснення заходів, спрямованих на зміну ризику.
Механізми керування ризиком  — це сукупність інструментів, методів, форм та засобів взаємодії суб'єктів керування ризиками з метою розроблення та реалізації управлінських рішень, спрямованих на попередження настання ризиків інвестиційної діяльності, зменшення і подолання наслідків їх впливу.
Вибір допустимого ризику не просте завдання. Одним з варіантів його вибору — взяти за основу ризик, з яким справляється місцева служба МНС. Наприклад, таким може бути загроза життю людей, коли потрібна термінова евакуація до 500 осіб: «НС 2041» (відповідно до Класифікатора надзвичайних ситуацій в Україні). Допускаємо, що така ситуація виникає 1 раз на 2 роки, тобто з імовірністю 0,5. Тоді припустимий ризик евакуації буде таким: Re = Р • Е = const = 250 осіб.
З таким припустимим ризиком ми одержимо, що евакуація (Е) 25 тис. осіб можлива з імовірністю Р = 0,1 (1 раз на 10 років). Якщо фактична ймовірність НС значно більша (наприклад, Р = 0,2, тобто 1 раз на 5 років), то тоді умова прийнятого допустимого ризику не виконується і повинні бути вжиті заходи з розробки і посилення захисних систем. Це і є керування ризиком. Коли держава ставить завдання керування ризиком, вона гарантує громадянам захист і збереження здоров'я за впливу шкідливих чинників.

## Засоби забезпечення безпеки (керування ризиками) в умовах ринкової економіки
Забезпечення безпеки в рамках ринкової економіки здійснюється за допомогою процедур ліцензування і страхування. Ці процедури регулюються відповідними законами. Так, Законом України «Про об'єкти підвищеної небезпеки», визначено порядок надання дозволу (ліцензії) на експлуатацію об'єктів підвищеної небезпеки. Суб'єкт господарської діяльності, а також підприємства, установи, організації, що мають намір розпочати експлуатацію об'єктів підвищеної небезпеки, надсилають до державної адміністрації, виконавчих органів селищної або міської рад заяву на отримання дозволу на експлуатацію об'єкту підвищеної небезпеки, до якої додаються:
- декларація безпеки;
- договір обов'язкового страхування відповідальності за шкоду, яка може бути заподіяна аваріями на об'єктах підвищеної небезпеки;
- план локалізації і ліквідації аварій на об'єкті підвищеної небезпеки;
- копія дозволу на будівництво і/або реконструкцію об'єкту підвищеної небезпеки;
- висновки передбачених законом державних та, в разі наявності, громадських експертиз;
- копію рішення відповідної ради про надання згоди на розміщення об'єкту підвищеної небезпеки на території села, селища, міста (у разі коли місцезнаходження об'єкту є на такій території).

Відповідна державна адміністрація, виконавчі органи розглядають заяву, погоджують з територіальними органами спеціально уповноважених центральних органів виконавчої влади і надсилають суб'єкту господарської діяльності письмовий дозвіл на експлуатацію об'єкту підвищеної небезпеки або обґрунтовану відмову з переліком додаткових заходів, які він повинен виконати для отримання дозволу (ліцензії). Копія дозволу на експлуатацію об'єкту підвищеної небезпеки надсилається також спеціально уповноваженим органам виконавчої влади, що здійснюють державний нагляд та контроль у сфері діяльності, пов'язаної з об'єктами підвищеної небезпеки.
Ліцензування і страхування діяльності ОГД є основними елементами їхнього функціонування в ринковій економіці. Загальним для обох процесів є необхідність розрахунку ризиків. За цього процеси обчислень відрізняються істотно, насамперед за метою діяльності. Розрахунок ризику для управління повинен бути більш повним і ґрунтовним, включаючи визначення найчутливіших до управління елементів системи. Для страхування необхідні середні статистичні оцінки ризиків, що грунтуються на попередній діяльності цього об'єкту чи аналогічних до нього об'єктів.